# Rusluie

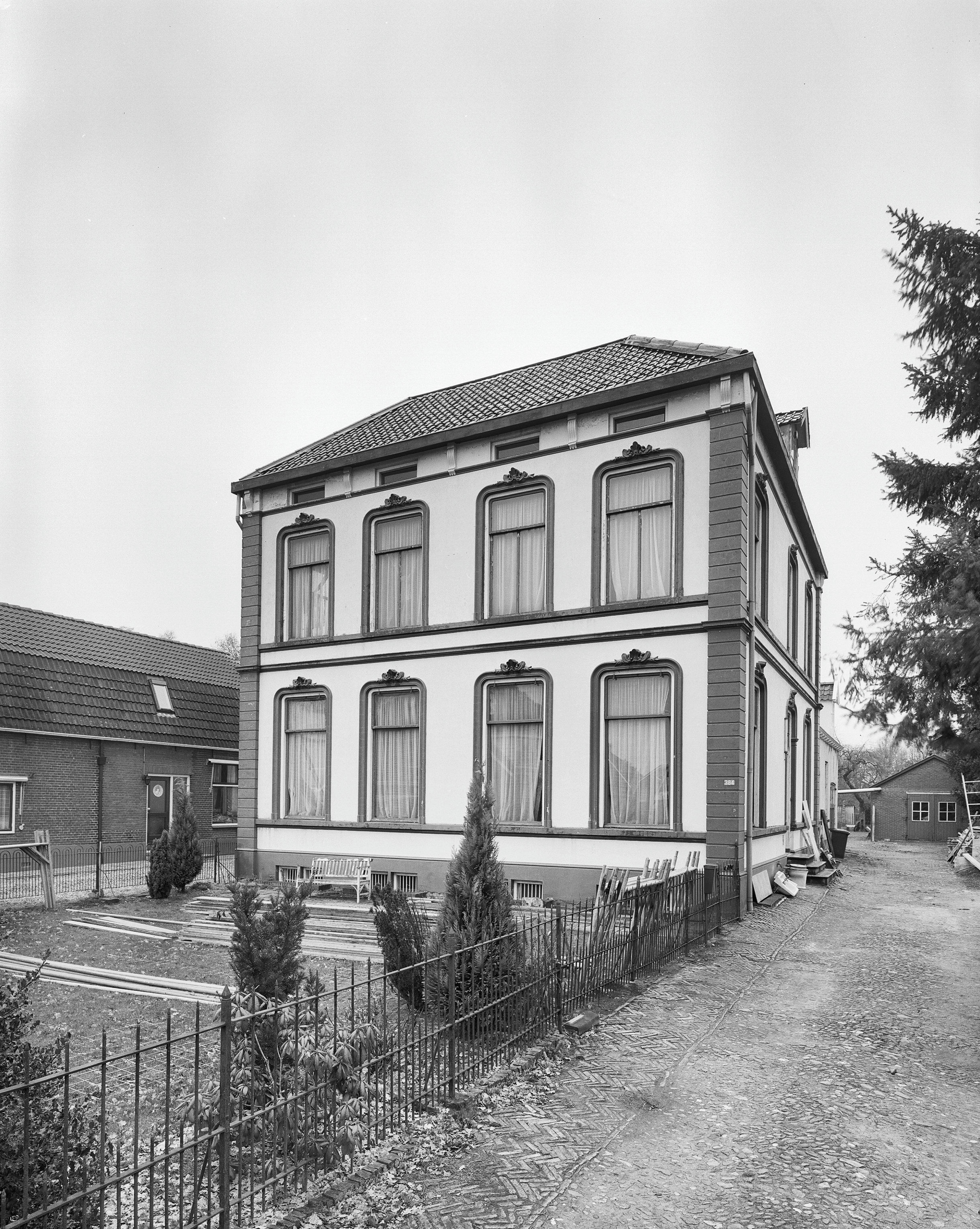
Het Harmsenhuis in Vriezenveen werd gebouwd door een van de Rusluie

Rusluie (in het Twents) waren inwoners van het Overijsselse veendorp Vriezenveen, die handelsbetrekkingen onderhielden met Sint-Petersburg (Rusland) of zich daar vestigden.

## Geschiedenis
De eerste Vriezenveners die naar Rusland reisden, vertrokken tussen 1720 en 1730 en waren handwerkslieden en wevers van beroep. Rond 1740 volgden steeds meer Vriezenveners hun voorbeeld maar het waren nu handelaren die in het tsarenrijk een bestaan wilden opbouwen. De Vriezenveense kooplieden vormden ook voor de handel op Rusland compagnieschappen, waarvan de eerste leden familie van elkaar waren.
Het is niet duidelijk op welke manier de eerste Vriezenveners naar Sint-Petersburg reisden. Het kan zijn dat zij zich in Terschelling of Lübeck aan boord van een schip begaven, het is ook mogelijk dat zij de hele reis over land aflegden. De latere Vriezenveners reisden in ieder geval per huifkar en wel via de route Osnabrück, Braunschweig, Brandenburg, Berlijn, Köningsberg, Memel, Riga, Narva, Sint-Petersburg. Men deed gemiddeld drie weken over deze tocht.
De reis werd beschreven in Dagboek van Jan Kruys (1767-1830), de eerste burgemeester van Vriezenveen. Op 19 mei 1825 legde hij het vertrek van een van zijn zonen vast:

Gisteren is onze zoon Johannes naar St. Petersburg afgereist. Ik, myne vrouw en Alexander hebben hem naar Almelo vergezeld. (...) Omstreeks ten half twee uren stapten ze reeds in de wagen, en reeden op Ootmarssum, Northoorn enz. met extra post om binnen drie dagen te Lubeck te zyn. Alwaar zy by hunne aankomst een schip in gereedheid zouden vinden om de reis te vervorderen (…).

De eerste tijd reisden de Vriezenveners met hun goederen heen en weer en vonden zij onderdak in logementen. Later vond men het noodzakelijk om permanent ter plekke te zijn en kocht men winkelpanden, onder andere in de "Gostiny Dvor" aan de Nevski Prospekt, en woningen waarin iedereen gehuisvest was die bij de firma werkte. Het hele gezin verhuisde nu met het gezinshoofd mee van Vriezenveen naar de Russische hoofdstad. Toch bleef men regelmatig tussen Vriezenveen en de stad Sint-Petersburg heen en weer reizen. Tussen 1775 en 1790 begon men in groten getale van Vriezenveen naar Rusland te reizen. De nieuw aangekomenen, vaak jongens van een jaar of elf, werden als personeelsleden in de verschillende firma's opgenomen. De meest geschikten werden na een tiental jaren als firmant aangesteld.
In de loop der jaren hebben een paar honderd Vriezenveners in Rusland gewoond. De Vriezenveners vormden daar een hechte gemeenschap door de gemeenschappelijke groepsbelangen, de gecombineerde reizen, het geloof en de onderlinge familiebanden. Het was echter wel zo dat de meeste Vriezenveners op latere leeftijd definitief naar hun geboortedorp terugkeerden. Ze konden daar hun laatste levensdagen slijten en genieten van de verworven rijkdom in villa's die zij voor zichzelf en hun familie hadden laten bouwen.
De laatste jaren van de 19e eeuw was een economisch moeilijke periode voor de Vriezenveense kooplui in Sint-Petersburg. Verschillende Vriezenveense zaken moesten worden gesloten. Het definitieve einde kwam met het uitbreken van de revolutie in 1917. De zaken werden genationaliseerd en de meeste 'Rusluie' keerden naar hun dorp terug. De aanleg van de oostelijke rondweg bij Vriezenveen ten behoeve van de ontwikkeling Vriezenveen Zuidoost, de Rusluieweg, is ter herinnering aan deze periode.

## Handelswaar
De belangrijkste handelswaar was textiel maar men dreef ook handel in wijn, tabak, thee, cacao en bloemen. De Vriezenveense firma's hadden niet alleen winkelpanden die in de Gostiny daar waren gevestigd; Ten Cate & Co bezat op de hoek van de Nevski Prospekt en de Velikaja Morskaja Oelitsa een sigarenzaak, die zo goed bekendstond dat de tsaren Alexander II en III er persoonlijk hun sigaren kwamen halen.
Hendrik Kruys, afkomstig uit de Vriezenveense Kruys familie, was op de Velikaja Morskaja eigenaar van het handelshuis Java waar koffie, thee, cacao en Delfts aardewerk werden verkocht. Kruys was naast winkeleigenaar ook vertegenwoordiger voor Blookers cacao en reisde hiervoor duizenden kilometers door Europees Rusland om deze voor de Russen onbekende kostbare waar te verkopen.
De gebroeders Engberts en Co mochten ook het Russische hof onder hun clientèle rekenen. Zo leverden zij aan de tsaren Alexander II en III fijn tafellinnen, waarvan enkele monsters bewaard zijn gebleven en in het museum aanwezig zijn. Aan de Gostiny Dvor hadden de gebroeders meerdere panden (huisnummers 14 en 147), maar van 1908 tot 1918 bleef alleen huisnummer 146 over. Daarnaast had deze familie ook nog een manufacturenwinkel aan het Griboedova Kanaal op huisnummer 35: "Maison Bone".
Het hoogtepunt van de handelsbetrekkingen lag tussen de jaren 1850 en 1870. Enkele Vriezenveners maakten een uitzonderlijke carrière in Rusland. Jan Hoek en Jan Gerritsen Servijs werden hofleveranciers en Wicher Berkhoff klom van timmermanszoon op tot directeur van de Admiraliteitsscheepswerf te Sint-Petersburg.
Ook Vriezenveense vrouwen wisten carrière te maken, zoals Aaltje van den Bosch die rond 1800 in de Russische hoofdstad een naaischool oprichtte. De school stond zo hoog in aanzien dat tsaar Paul en zijn gemalin haar enkele malen met een bezoek vereerden.

## Kerk
De Vriezenveners waren niet de eerste Nederlanders die met Rusland in contact kwamen. Velen waren hen voorgegaan en enkelen hadden in Sint-Petersburg een Nederlandse Hervormde gemeente gesticht en voor een kerkgebouw gezorgd. Zodra de Vriezenveense kooplieden niet meer direct na gedane zaken naar hun geboortedorp terugkeerden maar in Sint-Petersburg bleven overwinteren, werden zij lid van de Nederlandse Hervormde Kerk. Vanaf 1769 namen de Vriezenveners een steeds belangrijker plaats in de kerkgemeenschap en tussen 1850 en 1890 was hun aanwezigheid zo prominent dat men van de kerk der Vriezenveners sprak.

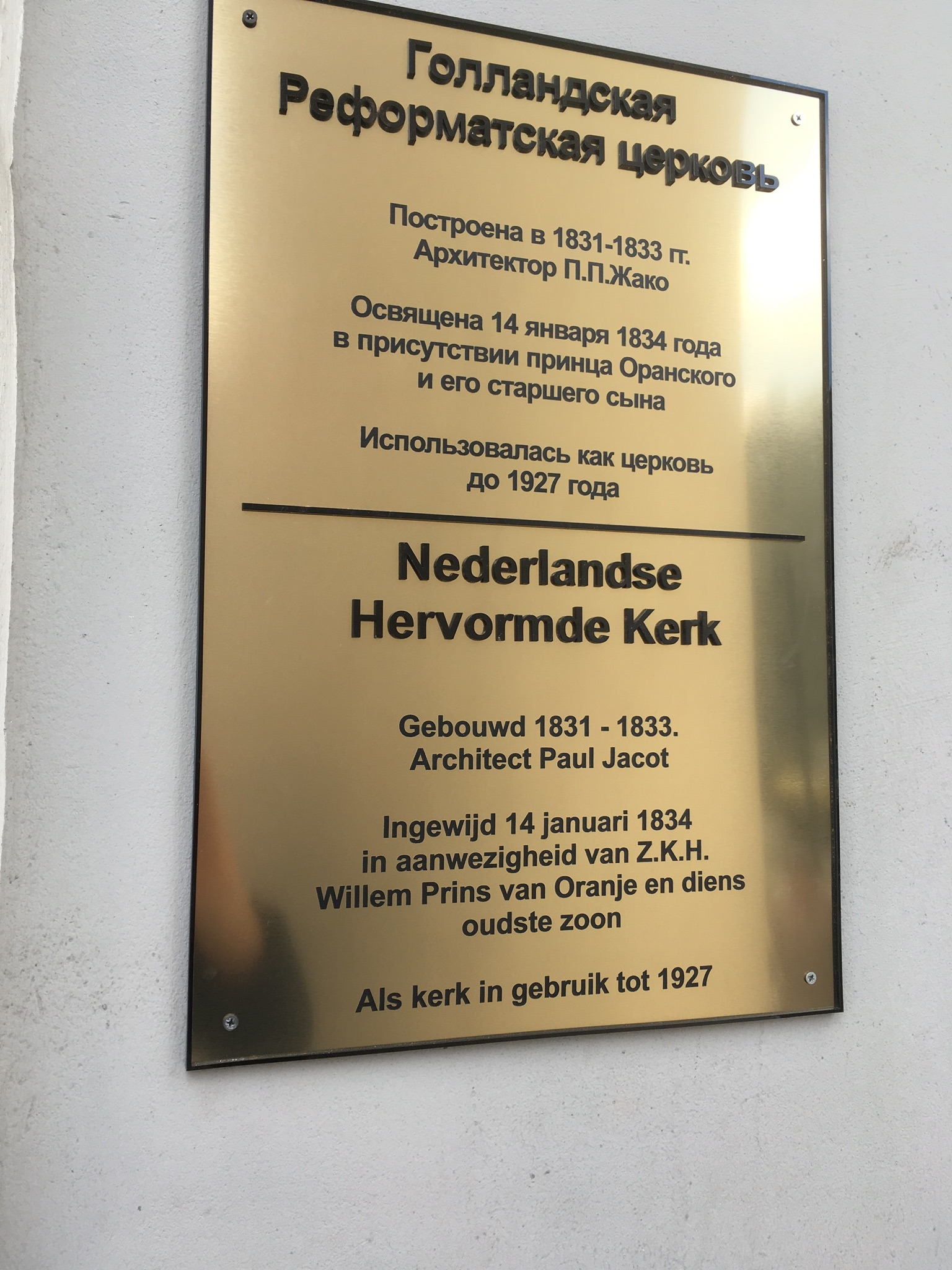
Schild bij de Nederlandse Hervormde Kerk in St. Petersburg

In 1830 besloot de steeds groter wordende hervormde gemeente tot de bouw van een nieuwe kerk aan de Nevski Prospekt 20. Vier jaar later was de bouw voltooid en werd de kerk ingewijd in tegenwoordigheid van prins Willem van Oranje en zijn oudste zoon Willem. Het gebouw bestond uit een middenstuk, de eigenlijke kerk, met aan weerszijden een aangebouwde vleugel van elk ongeveer 35 meter lang waarin zich zakenpanden zoals een wijnkelder, een sigarenwinkel, een bloemenzaak en textielwinkels maar ook woonruimten bevonden. Sinds 2006 is, naast een bibliotheek, ook de Stichting Vrienden van St. Petersburg (opgericht in Rotterdam) in het voormalige kerkgebouw gevestigd. Een van haar taken is culturele banden tussen St. Petersburg en Nederland aan te halen en te verstevigen. Daarvoor wordt gebruik gemaakt van de beschikbare ruimten. In dat kader organiseert deze stichting ook kerkdiensten in het gebouw. De stichting ijvert voor de herinstallatie van een orgel.

## Speelfilm
In 2014 verscheen de speelfilm Leerjongen in Petersburg over de avonturen van enkele jongens uit Vriezenveen die omstreeks 1870 naar Petersburg reisden. De film is gemaakt naar de bewaard gebleven brieven die ze aan de achtergebleven ouders stuurden.